# Frenchelon

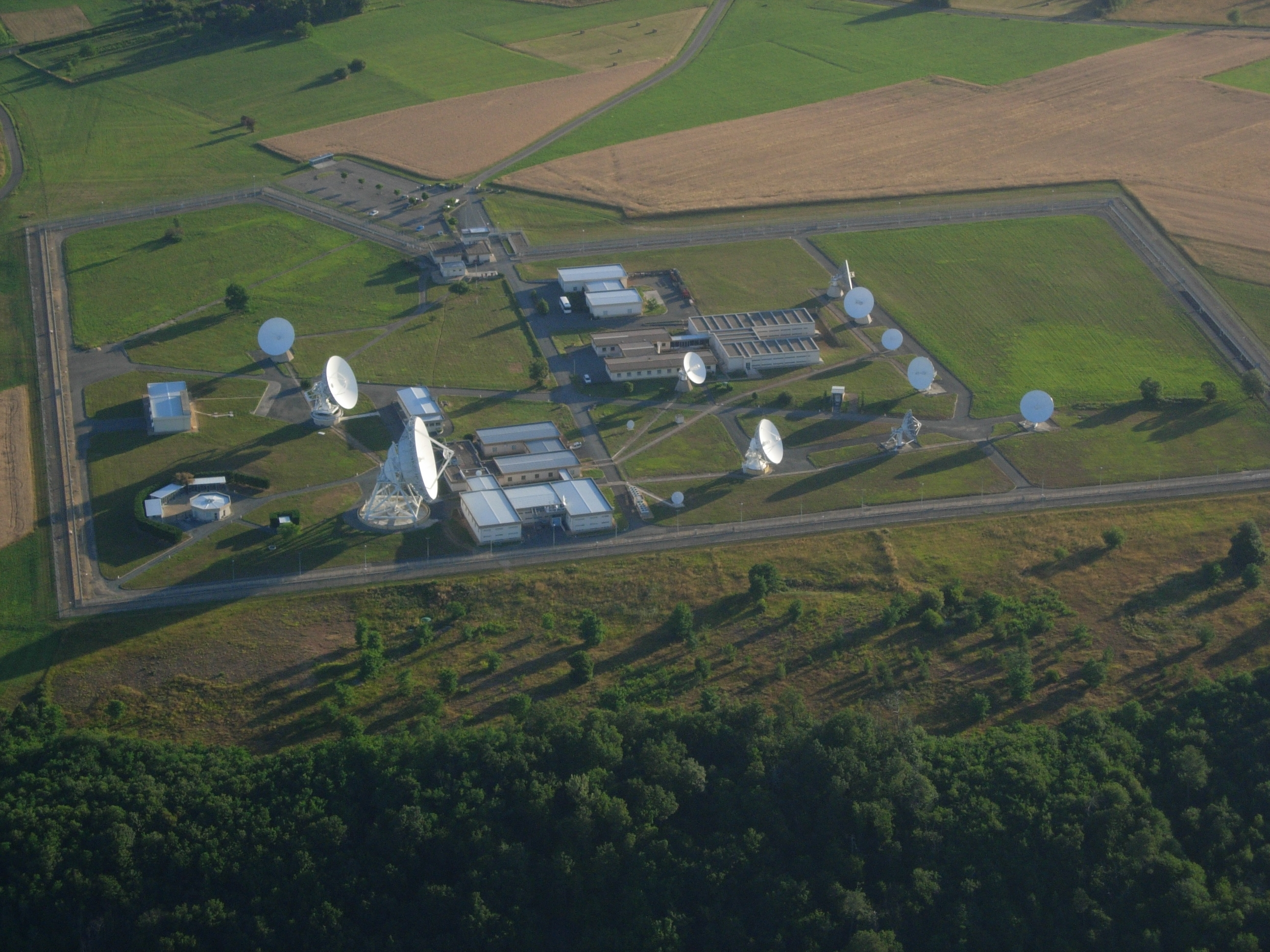
Station de Domme en Dordogne, France.

Ne pas confondre avec le système français Emeraude
 (mars 2008).
Si vous disposez d'ouvrages ou d'articles de référence ou si vous connaissez des sites web de qualité traitant du thème abordé ici, merci de compléter l'article en donnant les références utiles à sa vérifiabilité et en les liant à la section « Notes et références ».
L'infrastructure de mutualisation (IM), surnommé Frenchelon (ou  French Echelon), est un réseau français de surveillance des signaux électromagnétiques. Surnommé « Frenchelon » en référence au nom de code du programme anglo-saxon Echelon, le réseau serait sobrement baptisé « infrastructure de mutualisation » par différents acteurs du renseignement français,.
Son existence n'est pas reconnue officiellement par les autorités françaises, bien que plusieurs médias français et anglo-saxons aient dévoilé ce programme de renseignement d'origine électromagnétique utilisé pour l'espionnage de masse,, ou pour la lutte antiterroriste,.

## Présentation
Il serait géré par la DRM et la DGSE, dont la direction technique est responsable du renseignement électronique stratégique. La plus importante des stations d’écoute se situe à Domme, près de Sarlat, en Dordogne (44° 47′ 11″ N, 1° 14′ 17″ E), les autres étant probablement réparties entre la métropole (Les Alluets-le-Roi-Feucherolles, fort de Mutzig, fort du Mont-Valérien, plateau d'Albion, Saint-Laurent-de-la-Salanque, Cap d'Agde, presqu'île de Giens, Solenzara, Filley et Dieuze) et l'outre-mer (Saint-Barthélemy, le centre d'écoute militaire des Badamiers à Mayotte, La Réunion, Kourou, Papeete et la Tontouta en Nouvelle-Calédonie),. Il existe aussi une station de collecte et d'analyse du renseignement d'origine électromagnétique (communications radios et signaux radars) embarquée sur le navire espion Dupuy-de-Lôme.
Ces stations (plus les locaux administratifs de la DGSE situés boulevard Mortier, dans le 20e arrondissement de Paris) capteraient les communications électroniques, pour les analyser par le biais de logiciels et, dans la mesure du possible, décrypter les communications chiffrées (messages diplomatiques, militaires, de grandes entreprises, etc.).

## Autres systèmes du même type en France
Il ne faut pas, cependant, confondre ce système avec Emeraude (sigle pour Ensemble mobile écoute et recherche automatique des émissions), qui n'est qu'une des composantes des moyens de guerre électronique de l'avant (SGEA) de l'armée française, et que la rumeur a longtemps confondu avec Frenchelon.
De plus cet ensemble complète, à l’extérieur, les écoutes téléphoniques existant sur les réseaux de communication du territoire français, géré par la DGSI, installé dans chaque département français dans les locaux des préfectures ou leurs annexes, mais capable de servir aussi de réseau de secours pour les situations d’urgence et pour la diffusion téléphonique de bulletins d’alerte.